# Bicycle Song
Bicycle Song (englisch für „Lied vom Fahrrad“, „Lied übers Fahrrad“ oder „Fahrrad-Lied“) ist ein Lied der US-amerikanischen Rockband Red Hot Chili Peppers. Das von den vier Musikern geschriebene Stück wurde ursprünglich 2002 aufgenommen, erhielt seine endgültige, remasterte Form aber vermutlich erst 2003 während der Jam-Sessions und Tonstudio-Aufnahmen zu dem Kompilations-Album Greatest Hits. Der von Rick Rubin produzierte Song wurde über das Musiklabel Warner Music Group veröffentlicht, bislang jedoch nur als Bonustrack auf speziellen Versionen des achten Studioalbums By the Way: Dieses Album, das in seiner ursprünglichen regulären Version 16 Lieder umfasst, wurde in Deutschland und auf anderen Märkten am 8. Juli 2002 erstveröffentlicht, im Heimatland USA hingegen am darauffolgenden Tag; erst nachträglich und nur auf Sonderversionen des Albums wurden ein weiteres Lied, Runaway, als 17. Track sowie Bicycle Song als 18. und damit nun letzter Song des Albums veröffentlicht. Die heute verbreitete, als remastert bezeichnete Fassung erschien erstmals am 21. März 2006, die Ursprungsversion nach einzelnen Quellen schon am 10. Juli 2002.
Im Repertoire der Red Hot Chili Peppers hat Bicycle Song – neben anderen Liedern – eine Sonderstellung: Es erschien nicht auf einer regulären ursprünglichen Version eines ihrer Studioalben, gehört aber auch nicht zu den diversen bislang gänzlich unveröffentlicht gebliebenen Stücken aus der erfolgreichsten Ära, weshalb sie sowohl von Fachbuchautoren wie auch von interessierten Fangruppen besonders thematisiert werden. Stilistisch ist es typisch für den zu dieser Zeit erfolgten Wandel der Band: Gegenüber früher sind die Funk-Elemente reduziert, der Stil melodiöser und stärker geprägt von einem mehrstimmigen Harmoniegesang von Anthony Kiedis und dem Gitarristen John Frusciante.

## Hintergründe
Für die Red Hot Chili Peppers waren die frühen 2000er-Jahre musikalisch mit die produktivsten und wirtschaftlich mit die erfolgreichsten. Auf die rund zweijährige Konzerttournee zum Album Californication einschließlich mehrerer herausragender Großkonzerte folgten von November 2001 bis Mai 2002 die Jam- und Aufnahmesessions für das achte Studioalbum By the Way; daran schlossen sich in Etappen eine weitere Tournee sowie längere Sessions für das Best-of-Album Greatest Hits an. Das Studioalbum wurde im Juli 2002 veröffentlicht, das Best-of-Album mit zwei neuen Liedern im November 2003. Zudem erschien 2004 Kiedis’ Autobiografie Scar Tissue mit Einzelheiten zur Band und verschiedenen Weggefährten, zur Inspiration und Entstehung bestimmter Songs sowie seinen Erfahrungen mit Musik, aber auch mit Drogen, Liebe und Sex.
Grundlage des Banderfolgs waren der Wiedereinstieg des Gitarristen Frusciante im April 1998 nach überwundener Drogen-Abhängigkeit, die weiterhin abstinenten Lebensweisen von Kiedis sowie des Bassisten Flea und damit eine bislang nicht erreichte Konstanz in der Band-Besetzung. Die meisten neuen Songs wurden gemeinsam in längeren Sessions erarbeitet, wobei der Austausch zwischen Frusciante als Gitarristen sowie Kiedis als Texter und Sänger besonders intensiv war. Hierdurch schwand der Einfluss des Bassisten Flea, was vorübergehend zu bandinternen Spannungen zwischen ihm und Frusciante führte.

## Entstehung
Bicycle Song wird überwiegend als Ergebnis der Jam- und Aufnahme-Sessions zum Best-of-Album Greatest Hits gesehen.
Dieses war bewusst als Kompilation der größten Hits vorgesehen, sollte aber auch einzelne neue Stücke – letztlich jedoch nur zwei – enthalten. Die Red Hot Chili Peppers nahmen daher im Zuge der Sessions fünfzehn neue Lieder auf, darunter auch Bicycle Song. Ausweislich der Liner Notes zum Album, der Begleitinformationen zur Entstehung, wusste die Band selbst nicht, welche dieser neuen Stücke das Management beziehungsweise ihr Plattenlabel für das Album berücksichtigen würde, ein Hinweis darauf, dass die Entscheidung letztlich nicht bei den Bandmitgliedern lag.
Von diesen fünfzehn Liedern wurden schlussendlich nur vier als Studioversion offiziell veröffentlicht:
- Fortune Faded, das als regulärer Track 15 (an vorletzter Stelle) des Best-of-Albums Greatest Hits erschien und als dessen Single ausgekoppelt wurde,
- Save the Population, veröffentlicht als 16. und damit letzter Track auf dem Album Greatest Hits,

ferner
- Runaway, das als Bonustrack an 17. Stelle auf speziellen Versionen des Studioalbums By the Way erschien, sowie
- Bicycle Song, das – gleichfalls als Bonustrack – an 18. und damit letzter Stelle auf speziellen Versionen dieses Albums veröffentlicht wurde.[1][2]

Weitere Aufnahmen dieser Sessions sind bekannt geworden, teils durch ihre ausschließliche Veröffentlichung auf B-Seiten von Singles, teils durch spätere Online-Leaks. Bei anderen Songs, die von einzelnen Livekonzerten und dem Livealbum Live in Hyde Park von 2004 her bekannt sind, wird vermutet, dass während der vorausgegangenen Sessions auch davon fertig abgemischte, bislang unveröffentlichte Studioversionen entstanden.
Vereinzelt wird angegeben, Bicycle Song (und auch Runaway) sei bereits im Zuge der (früheren) By-the-Way-Sessions entstanden und schon dabei aufgenommen worden (möglicherweise nur instrumental), aber zunächst unveröffentlicht geblieben.

## Veröffentlichungen
Einzelne Details zur Art und dem Zeitpunkt der bisherigen Veröffentlichungen von Bicycle Song sind unklar.
Unstrittig erschien das Lied in remasterter Form als Bonustrack auf der Digital Deluxe Edition des Albums By the Way; sie war (zunächst) exklusiv über den iTunes Music Store erhältlich, erschien am 21. März 2006 und begründete eine intensive Zusammenarbeit zwischen den Red Hot Chili Peppers beziehungsweise ihrem Plattenlabel Warner Music Group auf der einen und Apples Internet-Handelsplattform auf der anderen Seite. Einzelne Quellen sehen hierin die Erstveröffentlichung von Bicycle Song.
Mehrfach finden sich Anhaltspunkte dafür, dass Bicycle Song auch auf einer Deluxe Edition des Albums By the Way als Compact Disc erschien, nach einzelnen Quellen schon am 10. Juli 2002, mithin nur einen Tag nach der Erstveröffentlichung des Studioalbums in seiner normalen Version im Heimatland USA. Andere Quellen nennen den 26. Juli 2002 als Termin, an dem Bicycle Song im Rahmen der Deluxe Edition als CD veröffentlicht wurde.
Vereinzelt wird zudem ein Album By the Way (B-Sides + Bonus-Tracks) aus dem Jahr 2003 erwähnt, auf dem Bicycle Song als 11. von 20 Tracks enthalten ist.
Für eine Veröffentlichung der Ursprungsversion schon 2002 spricht, dass die Unternehmen Warner Records Inc. (für das Gebiet der Vereinigten Staaten) und WEA International Inc. (für das Gebiet außerhalb der Vereinigten Staaten) einen ℗-Vermerk für Tonträgerherstellerrechte (im Sinne eines Leistungsschutzrechts) mit der Angabe 2002 geltend machen und dadurch mittelbar eine Erstveröffentlichung von Bicycle Song schon für dieses Jahr behaupten.
Seit dem 8. November 2014 stellt Warner Records die remasterte Fassung von Bicycle Song von 2006 auf dem Webportal YouTube zur Verfügung.
Je nach Quelle wird die Länge des Lieds teils mit 3:23, teils mit 3:24 Minuten angegeben.

## Einzelheiten zum Lied

### Die Songstruktur
Das Musikstück Bicycle Song hat eine für das Genre vergleichsweise konventionelle, einfache Struktur:
- Intro (halbe Strophe, instrumental)
- Strophe 1  /  Pre-Chorus 1  /  Refrain
- Strophe 2  /  Pre-Chorus 2  /  Refrain  /  Refrain[3]
- abschließendes Gitarren-Solo (aufbauend auf einer ganzen Strophe)

### Der Songtext
Der von Kiedis gesungene Text befasst sich – auf den ersten Blick scheinbar im Widerspruch stehend zum Titel des Songs – mit einer Frau, von der erst im weiteren Verlauf deutlich wird, wie nah sie dem Sänger der Band in dessen Leben stand.
Zu Beginn beschreibt er ihr Erscheinen zu einer Verabredung in einer frühen Phase des Kennenlernens (Here she comes in a suit and tie, …, she’s marching to the funky beat of / James Brown and his dancing feet: „Hier kommt sie in Anzug und Krawatte, …, sie schreitet zu dem funkigen Beat von / James Brown und seinen tanzenden Füßen“). Die Erwähnung von Shepherd’s Bush, einem Stadtteil von London im Borough of Hammersmith and Fulham, ermöglicht eine räumliche Einordnung des Geschehens; im Einklang dazu steht die Erwähnung von Leopard’s Pie, einer Variante des Shepherd’s Pie, einem traditionellen Gericht der britischen und irischen Küche. In einer für Kiedis typischen bildhaft-metaphorischen, mitunter derben Art beschreibt er sodann die von ihr ausgelöste sexuelle Erregung ((She’s) Gonna set your fish on fire / Pistol whipping of desire). Die erste Strophe endet mit der Aufforderung: So please do not resist your fate / I’ll pick you up, yes it’s a date: „Also wehre dich bitte nicht gegen dein Schicksal / ich werde dich abholen, ja, es ist ein Date“. Dem Zusammenhang nach handelt es sich dabei um die Äußerungen beziehungsweise Gedanken der Frau; sie können jedoch auch als Kiedis’ Projektion und Wunschvorstellung gedeutet werden.
Erst der Pre-Chorus stellt die Verbindung zum titelprägenden Fahrrad her. Kiedis reflektiert über seine Sprachlosigkeit während dieser Verabredung, obwohl das Fahrrad [ihres?] der ideale Aufhänger für eine lockere Unterhaltung gewesen wäre. Stattdessen fühlt er sich in der Situation nur unangemessen passiv und unkommunikativ, geprägt von der sexuellen Erregung bei ihrem Erscheinen und, die Bedeutung ihrer Beziehung für die weitere Zukunft voraussehend, seinem Verlangen nach schneller [auch körperlicher?] Annäherung. How could I forget to mention / The bicycle is a good invention / Sitting there in a silent movie / Beside the only girl who really ever knew me: „Wie konnte ich vergessen zu erwähnen: Das Fahrrad ist eine gute Erfindung. (Stattdessen) sitze ich dort in einem Stummfilm neben dem einzigen Mädchen, das mich jemals richtig kannte.“ Und weiter: Happy days, but sad I’m facing / Heaven knows that I’m on the case, oh / How could I forget to mention the bicycle?: „Fröhliche Tage, aber auch traurige, denen ich mich stelle. Der Himmel weiß, dass ich an dem Fall dran bin, oh! Wie konnte ich vergessen, das Fahrrad zu erwähnen?“
Der Refrain beschreibt, wie die Frau die Verabredung gerettet und ihr einen intim-vertraulichen Charakter verliehen hat, indem sie ihm, Kiedis, als Erstem ihre Gedichte vorgetragen hat. Somebody told the world / The beauty of your verse / My girl, I heard it first / The beauty of your verse: „Jemand hat der Welt von der Schönheit deiner Verse erzählt, mein Mädchen, ich habe sie als Erster gehört, die Schönheit deiner Verse.“
Die zweite Strophe schildert bildhaft-doppeldeutig den Fortgang dieses Treffens, von dem er hofft, dass sie es unbefangen, ohne dass er hineinschaut, in ihrem Gedichtbuch niederschreiben wird: A sticky finger and a wicked taste / Got a lot of love and a lyrical case / Be sure to write it in your book / I promise not to look. Und weiter: Want to smell your sunny face, a / Funny place but it's never a waste / I’d hop this fence to make amends / I hope this movie never ends. Was vordergründig als gemeinsamer genussvoller Verzehr des Leopard’s Pie erscheint, lässt vielfältige abweichende Deutungen zu, jedenfalls wünscht sich der Protagonist abschließend, dass dieser Film nun niemals enden werde.
Der zweite Pre-Chorus entspricht weitgehend dem ersten, jedoch wird durch Austausch der Zeilen drei und vier die Thematik der zweiten Strophe weiter vertieft. Der Songtext endet mit dem bereits bekannten, nun zweifach aufeinanderfolgenden Refrain.
Die Strophen weisen jeweils das Reimschema [aabb ccdd] auf, der Pre-Chorus [aabb ccad] und der Refrain [abcb].
Bislang haben sich Kiedis und die Red Hot Chili Peppers nicht näher zur Identität der im Lied Bicycle Song besungenen Protagonistin geäußert, insbesondere auch nicht im Rahmen von Kiedis’ Autobiografie Scar Tissue von 2004. Viele Lieder aus der Californication- und By-the-Way-Ära thematisieren Kiedis’ langjährige, von 1998 bis 2003 währende On-and-off-Beziehung zu der New Yorker Modedesignerin Yohanna Logan, die zeitweilig auch Sängerin und Texterin der Band Wow! Cougar war.

### Musikalische Aspekte
Das Lied nutzt einen klassischen 4/4-Takt im gemäßigten Tempo mit durchgängig neunzig Beats per minute. Die Stilrichtung wird zumeist dem Rock, Pop-Rock und Alternative Rock zugeordnet.
Die Strophen mit jeweils acht Zeilen sind harmonisch vergleichsweise komplex und in der Tonart h-Moll geschrieben: Die ersten beiden Zeilen, wie auch die Zeilen fünf und sechs, beginnen mit einem D-Dur-Akkord; über den Durchgangsakkord A-Dur enden sie auf h-Moll. In den Zeilen drei und sieben folgen auf den neuerlichen Durchgangsakkord A-Dur G-Dur und – über den Durchgangsakkord D-Dur – wiederum ein Ende auf h-Moll. Die vierte Zeile wiederholt den G-Dur-Akkord, endet nach dem Durchgangsakkord D-Dur jedoch offen auf der Subdominante e-Moll; die achte Zeile hingegen wiederholt harmonisch die Zeilen drei und sieben. Ein kurzes Gitarrenriff, das harmonisch der vierten Zeile entspricht und auf e-Moll endet, leitet zum Pre-Chorus über.
Dieser ist harmonisch deutlich schlichter und grundsätzlich in der Tonart e-Moll geschrieben: Er beginnt jeweils mit einem C-Dur-Akkord und endet über D-Dur dreimal auf e-Moll, beim vierten Mal hingegen, korrespondierend zur textlichen Frage How could I forget to mention the bicycle?, offen und tonartfremd auf H-Dur.
Der Refrain ist vergleichsweise schlicht und in der Tonart C-Dur geschrieben: Jeweils beginnend auf der Dominante G-Dur wechselt er viermal auf D-Dur und endet jeweils auf der Tonika C-Dur.
Charakteristisch ist der rhythmische Groove des Stücks: Dafür prägend ist einerseits das Schlagzeugspiel mit bewusst schleppendem, leicht verspätetem Beat und einzelnen Offbeat-Elementen; prägend ist andererseits die Anschlagsrhythmik der Gitarre, die Strumming Patterns: Auf vier Sechszehntelnoten, die wechselweise ab- und aufwärts angeschlagen werden, folgt eine markante Pause auf „2“ mit nachfolgendem Anschlag auf „und“ sowie „gerader“ Betonung von „3“ und „4“, bei letzterem vielfach per Palm Muting mit dem Handballen der Anschlagshand abgedämpft. Während Frusciante in den Strophen und im Refrain grifftechnisch vergleichsweise einfache Akkorde spielt, wechselt er für den Pre-Chorus zu melodiösen gebrochenen Akkorden („Picking“-Technik).
Ausweislich der Liner Notes haben bei Bicycle Song die Bandmitglieder Flea die E-Bass- und Chad Smith die Schlagzeugspuren eingespielt; von John Frusciante stammen das Gitarrenspiel und die Backing Vocals (die zweite Singstimme), von Anthony Kiedis der maßgebliche Gesang. Neben Rick Rubin als Produzent wirkten Paul Fig als Assistant Mixing Engineer, Bernie Grundman als Masterer sowie Chris Holmes mit. Die Writing Credits, die Autorenrechte, für Bicycle Song liegen – wie bei allen Red-Hot-Chili-Peppers-Liedern, sofern sie keine Coversongs sind, und unabhängig von dem Grad ihrer Mitwirkung – bei allen vier Musikern persönlich.

## Live- und Coverversionen
Ungewöhnlich ist, dass die Red Hot Chili Peppers den Titel Bicycle Song bislang – soweit bekannt – bei Live-Konzerten noch nie in vollständiger Form vor Publikum gespielt haben. Dokumentiert ist jedoch eine gekürzte Live-Variante, bestehend aus Pre-Chorus und Refrain, jedoch ohne Strophen: Die Band spielte sie live am 23. April 2006 in der Den Grå Hal in Kopenhagen in Dänemark im Rahmen der Stadium Arcadium Tour.
Eine Coverversion von Bicycle Song, die sich eng am Original hält, spielte die Red-Hot-Chili-Peppers-Coverband Carvel ein und veröffentlichte sie im Januar 2015 auf dem Webportal YouTube. Parallel verbreitet die Band, die auch als Tim and Cameron beziehungsweise TimAndCameronPlayingGuitar auftritt, diesen und weitere Coversongs auch auf anderen sozialen Medien.

## Rezeption
- Obwohl Bicycle Song zu den weniger bekannten Liedern der Red Hot Chili Peppers zählt, sind die Hintergründe und die Geschichte des Stücks vergleichsweise gut dokumentiert; sowohl in Bandmonografien wie auch sonstigen Fachbüchern und in Fanforen wird der Song besprochen. Aufmerksamkeit erhält er insbesondere als Teil der bandgeschichtlich bedeutsamen und wirtschaftlich erfolgreichen Periode der By-The-Way- und der Greatest-Hits-Sessions; zudem finden sich zunehmend Liebhaber, die sich gezielt für rare Stücke der Band interessieren, die allein als Bonustracks auf speziellen Alben oder auf Single-B-Seiten erschienen, nur bei Livekonzerten gespielt oder als geleaktes, nie offiziell veröffentlichtes Studiomaterial bekannt wurden.[16]
- Ferner wird Bicycle Song wegen der vermuteten autobiografischen Züge vereinzelt mit herangezogen, um den Lebensweg des Sängers Anthony Kiedis zu beleuchten, insbesondere seine Beziehungen zu Frauen und deren Einfluss auf sein musikalische Schaffen.
- Wegen der vergleichsweise einfachen Gitarrengriffe und der reduzierten Instrumentierung dient Bicycle Song mitunter als Tutorial auf YouTube und weiteren sozialen Medien, insbesondere zum Vermitteln der Grifftechniken sowie des Strummings und Pickings auf der Gitarre, des mehrstimmigen Harmoniegesangs und der Schlagzeugtechnik.
- Der Bicycle Song der Red Hot Chili Peppers wird ferner in kulturhistorischen Betrachtungen zum Thema „Das Fahrrad in Kunst und Kultur“ erwähnt[17] und findet sich in verschiedenen Playlist-Vorschlägen zum Thema „Fahrrad“; dort erscheint er neben Stücken wie Bicycle Race von Queen, Bike von Pink Floyd, On a bicycle built for two von Nat King Cole oder Nine Million Bicycles von Katie Melua.[18][19][20][Anm. 3]